# 謝懋官
謝懋官（？—？），字縉卿，河南歸德府睢州柘城縣人，民籍，明朝政治人物。

## 生平
萬曆二十八年（1600年）庚子科河南鄉試第六十九名舉人，萬曆三十八年（1610年）庚戌科會試第二百六十七名，第三甲第一百四十四名進士。官山東萊蕪縣知縣。

## 家族
曾祖謝浩，壽官；祖父謝德，壽官；父謝維禎，教諭；母冀氏。慈侍下。兄仕顯；弟懋賞。